# Боброво (Комьянское муниципальное образование)
Боброво — деревня в Грязовецком районе Вологодской области на реке Великая.
Входит в состав Комьянского муниципального образования, с точки зрения административно-территориального деления — в Ведерковский сельсовет.
Калинин Виталий Дмитриевич Родился в деревне Боброво (Ведёрковского сельсовета) Грязовецкого района. После окончания школы работал в колхозе «Маяк». В ноябре 1943 года призван в Красную Армию. Участник Великой Отечественной войны и боевых действий против милитаристской Японии. После увольнения из Советской Армии с 1950 года работал шофером в Великорецком лесопункте Лежского леспромхоза. После окончания краткосрочных курсов работал там же трактористом. С 1958 года — тракторист в Тафтинском лесопункте Тотемского леспромхоза. В 1966 году возглавил одну из малых комплексных бригад и добился высоких результатов в работе. За данный трудовой подвиг В. Д. Калинину Указом Президиума Верховного Совета СССР в 1966 году присвоено звание Героя Социалистического Труда.После 1966 года В. Д. Калинин продолжал работать в Тафтинском лесопункте бригадиром комплексной бригады, трактористом-оператором челюстного погрузчика. С июля 1974 года продолжал работать на этих же должностях, но уже в Семигороднем леспромхозе Харовского района, куда был передан Тафтинский лесопункт. Персональный пенсионер, но до 1985 года продолжал работать.
Расстояние до районного центра Грязовца по автодороге — 46 км, до центра муниципального образования Хорошево по прямой — 15 км. Ближайшие населённые пункты — Воскресенское, Поповка, Звягино.
По переписи 2002 года население — 10 человек.